# Girolamo Seripando
Girolamo Seripando (Troja, 6 de maio de 1493 - Trento, 17 de março de 1563), foi um cardeal do século XVI.

## Biografia
Nasceu em Troja em 6 de maio de 1493. De uma família nobre. Filho de Giovanni Ferrante Seripando e Elizabeta Galeotti. Seu primeiro nome também está listado como Geronimo; e como Gerolamo.
Estudou grego, caldeu, hebraico, filosofia e teologia em Nápoles; obteve o doutorado na Universidade de Bolonha.
Foi destinado pelos pais a ser advogado, mas após a morte deles ingressou na Ordem dos Eremitas Santo Agostinho, na congregação de S. Giovanni a Carbonara, Nápoles, em 6 de maio de 1507
Ordenado em 1516. Chamado pelo superior geral, foi a Roma por um breve período e depois foi nomeado leitor em Siena, em 1515; professor de teologia em Bolonha, 1517; diretor do Studio S. Giacomo, Bolonha, 1518; vigário geral da congregação de S. Giovanni a Carbonara, Nápoles, 1523; e vigário geral de sua ordem, 1532-1534. Eleito superior geral de sua ordem no capítulo celebrado em Nápoles em 1539; ocupou o cargo por doze anos, renunciando em 1551; ele foi sucedido por Cristoforo da Pádua. Participou do Concílio de Trento, 1545-1547/1548; ele se distinguiu por seu zelo pela integridade do texto das Escrituras e por suas opiniões sobre o pecado original e a justificação. Legado ao imperador e ao rei da França no pontificado do Papa Paulo III (1535-1548). Ele recusou a promoção episcopal à sé de Áquila, renunciou ao cargo de superior geral e retirou-se para um pequeno convento. Dois anos depois, em 1553, a cidade de Nápoles enviou-o em missão perante o imperador Carlos V, que se encontrava em Bruxelas.
Eleito arcebispo de Salerno, 30 de março de 1554. Consagrado, 15 de maio de 1554, provavelmente na Capela Sistina, Roma, pelo cardeal Giovanni Michele Saraceni Girifalco, auxiliado por Pierantonio di Capua, arcebispo de Otranto, e por Giangiacomo Barba, OESA, papal sacristão. Consultor do Santo Ofício, 1560.
Criado cardeal sacerdote no consistório de 26 de fevereiro de 1561; recebeu o chapéu vermelho e o título de Santa Susana, em 10 de março de 1561. Legado ao Concílio de Trento, em 10 de março de 1561; recebeu a cruz legatina em 17 de março de 1561. Foi um escritor elegante e prolífico, polêmico e orador eloquente admirado pelo imperador Carlos V.
Morreu em Trento 17 de março de 1563, de pneumonia. Sepultado provisoriamente na igreja de S. Marco, Trento. Mais tarde, transferido para Nápoles, e sepultado na igreja agostiniana de S. Giovanni in Carbonara. Existe uma lápide memorial em sua homenagem ao cardeal na igreja de S. Agostino, Roma e um busto em Tróia